# Swietłana Komarowa
Swietłana Komarowa (ros. Светлана Комарова) – rosyjska judoczka i sambistka.
Uczestniczka mistrzostw świata w 1997. Startowała w Pucharze Świata w latach 1996-2000. Brązowa medalistka mistrzostw Europy w 1997. Wicemistrzyni Rosji w 1994, 1995, 1997 i 1998; trzecia w 1996 roku.